# Saint-Georges-d'Oléron
Saint-Georges-d'Oléron is een gemeente in het Franse departement Charente-Maritime (regio Nouvelle-Aquitaine). De plaats maakt deel uit van het arrondissement Rochefort. Het is een van de acht gemeenten van het Île d'Oléron. Saint-Georges-d'Oléron telde op 1 januari 2022 4.052 inwoners.

## Geografie
De oppervlakte van Saint-Georges-d'Oléron bedroeg op 1 januari 2022 46,55 vierkante kilometer; de bevolkingsdichtheid was toen 87 inwoners per km².
In de gemeente liggen de gehuchten Boyardville, Chaucre, Chéray, Domino, Foulerot en Sauzelle.
De onderstaande kaart toont de ligging van Saint-Georges-d'Oléron met de belangrijkste infrastructuur en aangrenzende gemeenten.

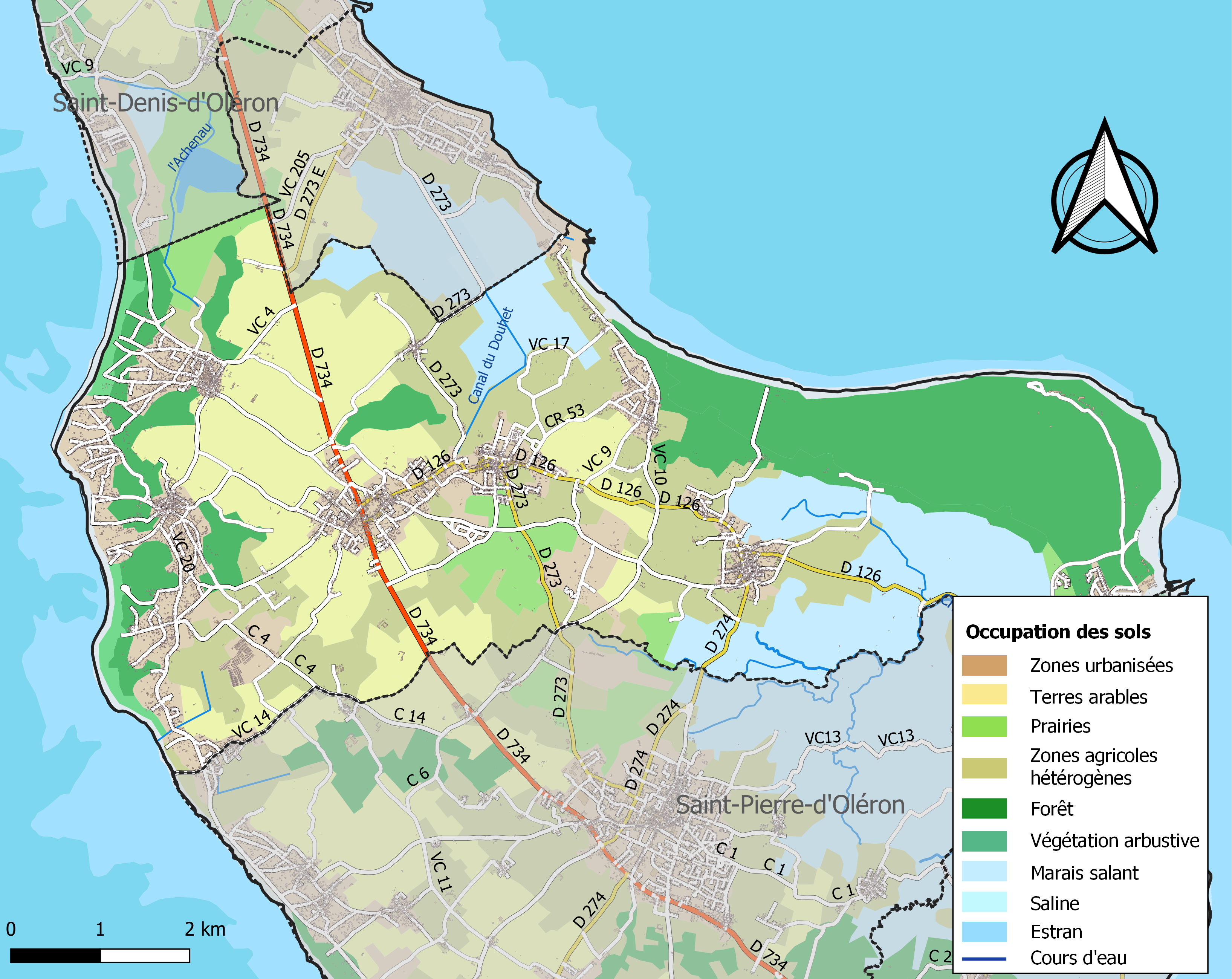

## Demografie
Onderstaande figuur toont het verloop van het inwonertal (bron: INSEE-tellingen).